# Liste Lebender Nationalschätze Japans (Kunsthandwerk)
Die Liste der Lebenden Nationalschätze Japans (japanisch 人間国宝一覧 Ningen kokuhō ichiran) umfasst alle Personen und Gruppen, die in der Kategorie „Kunsthandwerk“ (工芸技術 Kōgei gijutsu) vom MEXT als Lebender Nationalschatz deklariert wurden. Neben dem traditionellen Kunsthandwerk können Personen auch noch in der Kategorie Schaukünste zum Nationalschatz ernannt werden.
Das „Kunsthandwerk“ ist nachfolgend in acht Unterkategorien unterteilt: Keramik (陶芸 tōgei), Färben bzw. Textilien, Lackarbeiten, Metallarbeiten, Puppenfertigung, Holz- und Bambusarbeiten, Japanpapier und andere Künste.

## Ausgezeichnete Einzelpersonen

### Keramik
| Name                                         | Geboren | Gestorben | Kunsthandwerk | Unterkategorie                    | Jahr der Ernennung |
| -------------------------------------------- | ------- | --------- | ------------- | --------------------------------- | ------------------ |
| Hara Kiyoshi                                 | 1936    |           | Keramik       | Tetsuyū                           | 2005               |
| Suzuki Osamu                                 | 1934    |           | Keramik       | Shino-yaki                        | 1994               |
| Isezaki Jun                                  | 1936    |           | Keramik       | Bizen-yaki                        | 2004               |
| Inoue Manji                                  | 1929    |           | Keramik       | Hakuji                            | 1995               |
| Maeta Akihiro (前田昭博)                     | 1954    |           | Keramik       | Hakuji                            | 2013               |
| Nakashima Hiroshi (中島宏)                   | 1941    |           | Keramik       | Seiji                             | 2007               |
| Tokuda Yasokichi III. (三代徳田八十)         | 1933    |           | Keramik       | Saiyū                             | 1997               |
| Minori Yoshita (吉田美統)                    | 1932    |           | Keramik       | Yūrikinsai                        | 2001               |
| Itō Sekisui V. (五代伊藤赤水)                | 1941    |           | Keramik       | Mumyōi-yaki                       | 2003               |
| Katō Kōzō (加藤幸造)                         | 1935    |           | Keramik       | Setoguro                          | 2010               |
| Tomimoto Kenkichi                            | 1886    | 1963      | Keramik       | Iroe                              | 1955               |
| Katō Hajime                                  | 1900    | 1968      | Keramik       | Iroe                              | 1961               |
| Fujimoto Yoshimichi (藤本能道)               | 1919    | 1992      | Keramik       | Iroe                              | 1986               |
| Imaizumi Imaemon XIII. (今泉今右衛門(13代))  | 1926    | 2001      | Keramik       | Iroe                              | 1989               |
| Sakaida Kakiemon XIV. (酒井田柿右衛門(14代)) | 1934    | 2013      | Keramik       | Iroe                              | 2001               |
| Ishiguro Munemaro                            | 1893    | 1968      | Keramik       | Tetsugusuri                       | 1955               |
| Shimizu Uichi (清水卯一)                     | 1926    | 2004      | Keramik       | Tetsugusuri                       | 1985               |
| Hamada Shōji                                 | 1894    | 1978      | Keramik       | Mashiko-yaki                      | 1955               |
| Arakawa Toyozō                               | 1894    | 1985      | Keramik       | Shino-yaki / Setoguro             | 1955               |
| Miwa Kyūwa                                   | 1895    | 1981      | Keramik       | Hagi-yaki                         | 1970               |
| Miwa Jusetsu (三輪壽雪)                      | 1910    | 2012      | Keramik       | Hagi-yaki                         | 1983               |
| Kaneshige Tōyō                               | 1896    | 1967      | Keramik       | Bizen-yaki                        | 1956               |
| Fujiwara Kei                                 | 1899    | 1983      | Keramik       | Bizen-yaki                        | 1970               |
| Yamamoto Tōshū (山本陶秀)                    | 1906    | 1994      | Keramik       | Bizen-yaki                        | 1987               |
| Fujiwara Yū                                  | 1932    | 2001      | Keramik       | Bizen-yaki                        | 1996               |
| Nakazato Muan (中里無庵)                     | 1895    | 1985      | Keramik       | Karatsu-yaki                      | 1976               |
| Kondo Yūzō (近藤悠三)                        | 1902    | 1985      | Keramik       | Sometsuke                         | 1985               |
| Tsukamoto Kaiji (塚本快示)                   | 1912    | 1990      | Keramik       | Seihakuji                         | 1983               |
| Kinjō Jirō (金城次郎)                        | 1912    | 2004      | Keramik       | Ryūkyū-Keramik                    | 1985               |
| Tamura Kōichi (田村耕一)                     | 1918    | 1987      | Keramik       | Tetsue                            | 1986               |
| Matsui Kōsei                                 | 1927    | 2003      | Keramik       | Neriage                           | 1993               |
| Katō Takuo (加藤卓男)                        | 1917    | 2005      | Keramik       | Sansai                            | 1995               |
| Shimaoka Tatsuzō                             | 1919    | 2007      | Keramik       | volkstümliche Jōmon zōgan Keramik | 1996               |
| Miura Koheiji (三浦小平二)                   | 1933    | 2006      | Keramik       | Seiji                             | 1997               |
| Yamada Jōzan III. (三代山田常山)             | 1924    | 2005      | Keramik       | Tokoname-yaki                     | 1998               |

### Färben / Textilien
| Name                            | Geboren | Gestorben | Kunsthandwerk | Unterkategorie                                        | Jahr der Ernennung |
| ------------------------------- | ------- | --------- | ------------- | ----------------------------------------------------- | ------------------ |
| Taira Toshiko                   | 1921    | 2022      | Textilien     | Bashōfu                                               | 1974               |
| Komiya Yasutaka                 | 1925    | 2017      | Textilien     | Edo Komon                                             | 1978               |
| Tajima Hiroshi (田島比呂子)     | 1922    |           | Textilien     | Yūzen                                                 | 2000               |
| Moriguchi Kunihiko (森口邦彦)   | 1941    |           | Textilien     | Yūzen                                                 | 2007               |
| Futatsuka Osao (二塚長生)       | 1946    |           | Textilien     | Yūzen                                                 | 2010               |
| Kitamura Takeshi (北村武資)     | 1935    |           | Textilien     | Ra                                                    | 2000               |
| Kouda Yoshio (甲田綏郎)         | 1929    |           | Textilien     | Seigō Sendaihira                                      | 2002               |
| Kitagawa Hyōji (喜多川俵二)     | 1936    |           | Textilien     | Yūsoku Orimono                                        | 1999               |
| Ogawa Kisaburō (小川規三郎)     | 1936    |           | Textilien     | Kenjō Hakata-ori                                      | 2003               |
| Shimura Fukumi                  | 1924    |           | Textilien     | Tsumugi-ori (Japanseide)                              | 1990               |
| Sasaki Sonoko (佐々木苑子)      | 1939    |           | Textilien     | Tsumugi-ori (Japanseide)                              | 2005               |
| Koga Fumi (古賀フミ)            | 1927    | 2015      | Textilien     | Saga Nishiki                                          | 1994               |
| Tamanaha Yūkō                   | 1936    |           | Textilien     | Bingata                                               | 1996               |
| Fukuda Kijū (福田喜重)          | 1932    |           | Textilien     | Shishū                                                | 1997               |
| Miyahira Hatsuko (宮平初子)     | 1922    |           | Textilien     | Shuri no Orimono                                      | 1998               |
| Kitamura Takeshi (北村武資)     | 1935    |           | Textilien     | Tate Nishiki                                          | 2000               |
| Suzuta Shigeto (鈴田滋人)       | 1954    |           | Textilien     | Mokuhan Zurisarasa                                    | 2008               |
| Tsuchiya Yoshinori (土屋順紀)   | 1954    |           | Textilien     | Monsha                                                | 2010               |
| Komiya Kōsuke (小宮康助)        | 1882    | 1961      | Textilien     | Edo Komon                                             | 1955               |
| Matsubara Sadakichi (松原定吉)  | 1893    | 1955      | Textilien     | Nagaita Chūgata                                       | 1955               |
| Shimizu Kōtarō (清水幸太郎)     | 1897    | 1988      | Textilien     | Nagaita Chūgata                                       | 1955               |
| Tabata Kihachi III. (田畑喜八)  | 1877    | 1956      | Textilien     | Yūzen                                                 | 1955               |
| Kimura Uzan (木村雨山)          | 1891    | 1977      | Textilien     | Yūzen                                                 | 1955               |
| Nakamura Katsuma (中村勝馬)     | 1894    | 1982      | Textilien     | Yūzen                                                 | 1955               |
| Ueno Tameji (上野為二)          | 1901    | 1960      | Textilien     | Yūzen                                                 | 1955               |
| Moriguchi Kakō (森口華弘)       | 1909    | 2008      | Textilien     | Yūzen                                                 | 1967               |
| Yamada Mitsugi (山田貢)         | 1912    | 2002      | Textilien     | Yūzen                                                 | 1984               |
| Hata Tokio (羽田登喜男)         | 1911    | 2008      | Textilien     | Yūzen                                                 | 1988               |
| Yamada Eiichi (山田栄一)        | 1900    | 1956      | Textilien     | Yuzen Yōjinori                                        | 1955               |
| Chiba Ayano (千葉あやの)        | 1889    | 1980      | Textilien     | Shōaizome                                             | 1955               |
| Serizawa Keisuke                | 1895    | 1984      | Textilien     | Katazome                                              | 1956               |
| Inagaki Toshijirō               | 1902    | 1963      | Textilien     | Katazome                                              | 1962               |
| Kamakura Yoshitarō (鎌倉芳太郎) | 1898    | 1983      | Textilien     | Katazome                                              | 1973               |
| Kitagawa Heirō (喜多川平朗)     | 1898    | 1988      | Textilien     | Ra                                                    | 1960               |
| Kōda Eisuke (甲田栄佑)          | 1902    | 1970      | Textilien     | Seigō Sendaihira                                      | 1956               |
| Fukami Jūsuke (深見重助)        | 1885    | 1974      | Textilien     | Karagumi                                              | 1956               |
| Kitagawa Heirō (喜多川平朗)     | 1898    | 1988      | Textilien     | Yūsoku Orimono                                        | 1960               |
| Ogawa Zensaburō (小川善三郎)    | 1900    | 1983      | Textilien     | Kenjō Hakata-ori                                      |                    |
| Munehiro Rikizō (宗広力三)      | 1914    | 1989      | Textilien     | Tsumugishima-ori (Kasuri-ori)                         | 1983               |
| Hosomi Kagaku (細見華岳)        | 1922    | 2012      | Textilien     | Tsuzure-ori                                           | 1997               |
| Yonamine Sada (与那嶺貞)        | 1909    | 2003      | Textilien     | Yomitanzan Hana-ori                                   | 1989               |
| Nanbu Yoshimatu (南部芳松)      | 1894    | 1976      | Textilien     | Tsuki-bori                                            | 1955               |
| Rokutani Baiken (六谷梅軒)      | 1907    | 1973      | Textilien     | Kiri-bori                                             | 1955               |
| Nakajima Hidekichi (中島秀吉)   | 1883    | 1968      | Textilien     | Dōgu-bori                                             | 1955               |
| Nakamura Yūjirō (中村勇二郎)    | 1902    | 1985      | Textilien     | Dōgu-bori                                             | 1955               |
| Kodama Hiroshi (児玉博)         | 1909    | 1992      | Textilien     | Shima-bori                                            | 1955               |
| Jōnoguchi Mie (城ノ口みゑ)      | 1917    | 2003      | Textilien     | Ito-ire                                               | 1955               |
| Sachiko Arakaki (新垣幸子)      | 1945    |           | Textilien     | Yaeyama Jofu (八重山上布) Yaeyama Kamifu (八重山上布) | 1991               |

### Lackarbeiten
| Name                           | Geboren | Gestorben | Kunsthandwerk | Unterkategorie | Jahr der Ernennung |
| ------------------------------ | ------- | --------- | ------------- | -------------- | ------------------ |
| Murose Kazumi (室瀬和美)       | 1950    |           | Lackarbeiten  | Maki-e         | 2008               |
| Nakano Kōichi (中野孝一)       | 1947    |           | Lackarbeiten  | Maki-e         | 2010               |
| Mae Fumio (前史雄)             | 1940    |           | Lackarbeiten  | Chinkin        | 1999               |
| Isoi Masami (磯井正美)         | 1926    |           | Lackarbeiten  | Kinma          | 1985               |
| Ōta Hitoshi (太田儔)           | 1931    |           | Lackarbeiten  | Kinma          | 1994               |
| Yamashita Yoshito (山下義人)   | 1951    |           | Lackarbeiten  | Kinma          | 2013               |
| Ōnishi Isao (大西勲)           | 1944    |           | Lackarbeiten  | Kyūshitsu      | 2002               |
| Komori Kunie (小森邦衞)        | 1945    |           | Lackarbeiten  | Kyūshitsu      | 2006               |
| Masumura Kiichirō (増村紀一郎) | 1941    |           | Lackarbeiten  | Kyūshitsu      | 2008               |
| Kitamura Shōsai (北村昭斎)     | 1938    |           | Lackarbeiten  | Raden          | 1999               |
| Takano Shōzan (高野松山)       | 1889    | 1976      | Lackarbeiten  | Maki-e         | 1955               |
| Matsuda Gonroku                | 1896    | 1986      | Lackarbeiten  | Maki-e         | 1955               |
| Terai Naoji (寺井直次)         | 1912    | 1998      | Lackarbeiten  | Maki-e         | 1985               |
| Taguchi Yoshikuni (田口善国)   | 1923    | 1998      | Lackarbeiten  | Maki-e         | 1989               |
| Ōba Shōgyo (大場松魚)          | 1916    | 2012      | Lackarbeiten  | Maki-e         | 1982               |
| Otomaru Kōdō (音丸耕堂)        | 1898    | 1997      | Lackarbeiten  | Chōshitsu      | 1955               |
| Mae Taihō (前大峰)             | 1890    | 1977      | Lackarbeiten  | Chinkin        | 1955               |
| Isoi Joshin (磯井如真)         | 1883    | 1964      | Lackarbeiten  | Kinma          | 1956               |
| Akaji Yūsai (赤地友哉)         | 1906    | 1984      | Lackarbeiten  | Kyūshitsu      | 1974               |
| Masumura Mashiki (増村益城)    | 1910    | 1996      | Lackarbeiten  | Kyūshitsu      | 1978               |
| Shioda Keishirō (塩多慶四郎)   | 1926    | 2006      | Lackarbeiten  | Kyūshitsu      | 1995               |

### Metallarbeiten
| Name                             | Geboren | Gestorben | Kunsthandwerk  | Unterkategorie               | Jahr der Ernennung |
| -------------------------------- | ------- | --------- | -------------- | ---------------------------- | ------------------ |
| Uozumi Iraku III. (三代魚住為楽) | 1937    |           | Metallarbeiten | Dora                         | 2002               |
| Nakagawa Mamoru (中川衛)         | 1947    |           | Metallarbeiten | Chōkin                       | 2004               |
| Katsura Morihito (桂盛仁)        | 1944    |           | Metallarbeiten | Chōkin                       | 2008               |
| Saitō Akira (斎藤明)             | 1920    |           | Metallarbeiten | Chūkin                       | 1993               |
| Ōzawa Kōmin (大澤光民)           | 1941    |           | Metallarbeiten | Chūkin                       | 2005               |
| Okuyama Hōseki (奥山峰石)        | 1937    |           | Metallarbeiten | Punzierung                   | 1995               |
| Taguchi Toshichika (田口寿恒)    | 1940    |           | Metallarbeiten | Punzierung                   | 2006               |
| Tamagawa Norio (玉川宣夫)        | 1942    |           | Metallarbeiten | Punzierung                   | 2010               |
| Amata Akitsugu                   | 1927    | 2013      | Metallarbeiten | Schwertherstellung (Nihonto) | 1997               |
| Ōsumi Toshihira                  | 1932    | 2009      | Metallarbeiten | Schwertherstellung (Nihonto) | 1997               |
| Uozumi Iraku (魚住為楽)          | 1884    | 1956      | Metallarbeiten | Dora                         | 1955               |
| Unno Kiyoshi (海野清)            | 1884    | 1956      | Metallarbeiten | Chōkin                       | 1955               |
| Naitō Shirō (内藤四郎)           | 1907    | 1988      | Metallarbeiten | Chōkin                       | 1978               |
| Kashima Ikkoku (鹿島一谷)        | 1898    | 1996      | Metallarbeiten | Chōkin                       | 1979               |
| Kanamori Eiichi (金森映井智)     | 1908    | 2001      | Metallarbeiten | Chōkin                       | 1989               |
| Kamoshita Shunmei (鴨下春明)     | 1915    | 2001      | Metallarbeiten | Chōkin                       | 1999               |
| Masuda Mitsuo (増田三男)         | 1909    | 2009      | Metallarbeiten | Chōkin                       | 1991               |
| Sasaki Shōdō                     | 1882    | 1961      | Metallarbeiten | Rōgata Chūzō                 | 1960               |
| Nagano Tetsushi (長野垤志)       | 1900    | 1977      | Metallarbeiten | Cha no Yugama                | 1963               |
| Kakutani Ikkei (角谷一圭)        | 1904    | 1999      | Metallarbeiten | Cha no Yugama                | 1984               |
| Takahashi Keiten (高橋敬典)      | 1920    | 2009      | Metallarbeiten | Cha no Yugama                | 1996               |
| Takamura Toyochika (高村豊周)    | 1890    | 1972      | Metallarbeiten | Chūkin                       | 1964               |
| Yonemitsu Mitsumasa (米光光正)   | 1888    | 1980      | Metallarbeiten | Bigo Zōgan                   | 1965               |
| Katori Masahito (香取正彦)       | 1899    | 1988      | Metallarbeiten | Bonshō (Glocken)             | 1977               |
| Sekiya Shirō (関谷四郎)          | 1907    | 1994      | Metallarbeiten | Punzierung                   | 1977               |
| Takahashi Sadatsugu (高橋貞次)   | 1902    | 1968      | Metallarbeiten | Schwertherstellung (Nihonto) | 1955               |
| Miyairi Yukihira (宮入行平)      | 1913    | 1977      | Metallarbeiten | Schwertherstellung (Nihonto) | 1963               |
| Gassan Sadaichi (月山貞一)       | 1907    | 1995      | Metallarbeiten | Schwertherstellung (Nihonto) | 1971               |
| Sumitani Masamine (隅谷正峯)     | 1921    | 1998      | Metallarbeiten | Schwertherstellung (Nihonto) | 1981               |
| Honami Nisshū (本阿彌日洲)       | 1908    | 1996      | Metallarbeiten | Schwertherstellung           | 1975               |
| Ono Kōkei (小野光敬)             | 1913    | 1994      | Metallarbeiten | Schwertherstellung           | 1975               |
| Fujishiro Matsuo (藤代松雄)      | 1914    | 2004      | Metallarbeiten | Schwertherstellung           | 1996               |
| Nagayama Kōkan (永山光幹)        | 1920    | 2010      | Metallarbeiten | Schwertherstellung           | 1998               |

### Puppenfertigung
| Name                           | Geboren | Gestorben | Kunsthandwerk   | Unterkategorie | Jahr der Ernennung |
| ------------------------------ | ------- | --------- | --------------- | -------------- | ------------------ |
| Akiyama Nobuko (秋山信子)      | 1928    |           | Puppenfertigung | Ishō Ningyō    | 1996               |
| Hayashi Komao                  | 1936    | 2024      | Puppenfertigung | Tōsa           | 2002               |
| Hori Ryūjo                     | 1897    | 1984      | Puppenfertigung | Ishō Ningyō    | 1955               |
| Hirata Gōyō                    | 1903    | 1981      | Puppenfertigung | Ishō Ningyō    | 1955               |
| Noguchi Sonoo (野口園生)       | 1907    | 1996      | Puppenfertigung | Ishō Ningyō    | 1986               |
| Kagoshima Juzō                 | 1898    | 1982      | Puppenfertigung | Shiso          | 1961               |
| Ichihashi Toshiko (市橋とし子) | 1907    | 2000      | Puppenfertigung | Tōsa           | 1989               |

### Holz- und Bambusarbeiten
| Name                                  | Geboren | Gestorben | Kunsthandwerk            | Unterkategorie  | Jahr der Ernennung |
| ------------------------------------- | ------- | --------- | ------------------------ | --------------- | ------------------ |
| Katsushiro Sōhō (勝城蒼鳳)            | 1934    |           | Holz- und Bambusarbeiten | Bambus          | 2005               |
| Fujinuma Noboru (藤沼昇)              | 1945    |           | Holz- und Bambusarbeiten | Bambus          | 2012               |
| Kawagita Ryōzō (川北良造)             | 1934    |           | Holz- und Bambusarbeiten | Holz            | 1994               |
| Ōsaka Hiromichi (大坂弘道)            | 1937    |           | Holz- und Bambusarbeiten | Holz            | 1997               |
| Nakagawa Kiyotsugu (中川清司)         | 1942    |           | Holz- und Bambusarbeiten | Holz            | 2001               |
| Kitayama Akira (村山明)               | 1944    |           | Holz- und Bambusarbeiten | Holz            | 2003               |
| Haisoto Tatsuo (灰外達夫)             | 1941    |           | Holz- und Bambusarbeiten | Holz            | 2012               |
| Shōno Shōunsai (生野祥雲斎)           | 1904    | 1974      | Holz- und Bambusarbeiten | Bambus          | 1967               |
| Iizuka Shōkansai                      | 1919    | 2004      | Holz- und Bambusarbeiten | Bambus          | 1982               |
| Maeda Chikubōsai II, (二代前田竹房斎) | 1917    | 2003      | Holz- und Bambusarbeiten | Bambus          | 1995               |
| Hayakawa Shōkosai V. (五世早川尚古斎) | 1932    | 2011      | Holz- und Bambusarbeiten | Bambus          | 2003               |
| Kuroda Tatsuaki (黒田辰秋)            | 1904    | 1982      | Holz- und Bambusarbeiten | Holz            | 1970               |
| Himi Kōdō (氷見晃堂)                  | 1906    | 1975      | Holz- und Bambusarbeiten | Holz            | 1970               |
| Ōno Shōwasai (大野昭和斎)             | 1912    | 1996      | Holz- und Bambusarbeiten | Holz            | 1984               |
| Nakadai Zuishin (中台瑞真)            | 1912    | 2002      | Holz- und Bambusarbeiten | Holz            | 1984               |
| Akiyama Issei (秋山逸生)              | 1901    | 1988      | Holz- und Bambusarbeiten | Einlegearbeiten | 1987               |

### Japanpapier
| Name                                | Geboren | Gestorben | Kunsthandwerk     | Unterkategorie   | Jahr der Ernennung |
| ----------------------------------- | ------- | --------- | ----------------- | ---------------- | ------------------ |
| Iwano Ichibē IX.                    | 1933    |           | Papierherstellung | Echizen Hōsho    | 2000               |
| Hamada Sajio (浜田幸雄)             | 1931    |           | Papierherstellung | Tosa Tengujō-shi | 2001               |
| Tanino Takenobu (谷野剛惟)          | 1935    |           | Papierherstellung | Najioganbi-shi   | 2002               |
| Iwano Ichibē VIII. (八代岩野市兵衛) | 1901    | 1976      | Papierherstellung | Echizen Hōsho    | 1968               |
| Abe Eishirō (安部栄四郎)            | 1902    | 1984      | Papierherstellung | Ganpi-shi        | 1968               |

### Andere Künste
| Name                     | Geboren | Gestorben | Kunsthandwerk | Unterkategorie                        | Jahr der Ernennung |
| ------------------------ | ------- | --------- | ------------- | ------------------------------------- | ------------------ |
| Saita Baitei (斎田梅亭)  | 1900    | 1981      | Other         | Kirikana (Vergolden)                  | 1981               |
| Nishide Daizō (西出大三) | 1913    | 1995      | Other         | Kirikana (Vergolden)                  | 1985               |
| Eri Sayoko (江里佐代子)  | 1945    | 2007      | Other         | Kirikana (Vergolden)                  | 2002               |
| Yoshida Fumiyuki         | 1915    | 2004      | Other         | Bachiru (Gravur gefärbten Elfenbeins) | 1985               |

## Ausgezeichnete Gruppen
| Name | Kunsthandwerk | Unterkategorie            | Jahr der Ernennung |
| --- | ------------- | ------------------------- | ------------------ |
| Gesellschaft für den Erhalt der Kakiemon Töpfertechnik (柿右衛門製陶技術保存会 Kakiemonsei Tōgijutsu Hozonkai)                                                                                        | Keramik       | Kakiemon                  | 1976               |
| Gesellschaft für den Erhalt der Onta-yaki Töpfertechnik (小鹿田焼技術保存会 Ontayaki Gijutsu Hozonkai)                                                                                                | Keramik       | Onta-yaki                 | 1995               |
| Gesellschaft für den Erhalt von Papierschnittmustern (zum Färben) aus Ise (伊勢型紙技術保存会 Ise Katagami Gijutsu Hozonkai)                                                                          | Textilien     | Ise-Katagami              | 1993               |
| Gesellschaft für den Erhalt von Textilien aus Bananenstauden (Bashōfu) in Kijoka (喜如嘉の芭蕉布保存会 Kijoka no Bashōfu Hozonkai)                                                                    | Textilien     | Kijoka no Bashōfu         | 1976               |
| Organisation für den Erhalt der Kumejima-kasuri Seidentextilien (Okinawa) (久米島紬保持団体 Kumejimakasuri Hoji Dantai)                                                                               | Textilien     | Kumejima-kasuri           | 2004               |
| Gesellschaft für den Erhalt der Kurume-kasuri Technik gefärbten Baumwollstoffs als immaterielles Kulturgut (重要無形文化財久留米絣技術保持者会 Jūyō Mukei Bunkazai Kurumekasuri Gijutsu Hozonsha Kai) | Textilien     | Kurume-kasuri             | 1976               |
| Organisation für den Erhalt der Miyako Jōfu Leinentextilien (Okinawa) (宮古上布保持団体 Miyako Jōfu Hozon Dantai)                                                                                     | Textilien     | Miyako Jōfu               | 1978               |
| Gesellschaft für den Erhalt der Honba Yūkitsu-mugi Techniken für Seidentextilien (本場結城紬技術保持会 Honba Yūkitsumugi Gijutsu Hozonkai)                                                            | Textilien     | Yūki-tsumugi              | 1976               |
| Gesellschaft für den Erhalt der Ojiya-chijimi/Echigo Jōfu Lacktechniken (越後上布・小千谷縮布技術保存協会 Ojiyachijimi Echigojōfu Gijutsu Hozonkai)                                                   | Textilien     | Ojiya-chijimi/Echigo Jōfu | 1976               |
| Gesellschaft für den Erhalt der Wajima-nuri Lacktechnik (輪島塗技術保存会 Wajimanuri Gijutsu Hozonkai)                                                                                                | Lackwaren     | Wajima-nuri               | 1977               |
| Gesellschaft für den Erhalt des Hosokawa-Papiers (細川紙技術者協会 Hosokawashi Hozonkai) | Japanpapier   | Hosokawa-shi              | 1978               |
| Gesellschaft für den Erhalt des Sekishūban-Papiers (石州半紙技術者会 Sekishūbanshi Hozonkai) | Japanpapier   | Sekishūban-shi            | 1976               |
| Gesellschaft für den Erhalt des Honmino-Papiers (本美濃紙保存会 Honminoshi Hozonkai) | Japanpapier   | Honmino-shi               | 1976               |